# Casa Llúcia (la Vall de Boí)
La Casa Llúcia és una obra de la Vall de Boí (Alta Ribagorça) inclosa a l'Inventari del Patrimoni Arquitectònic de Catalunya.

## Descripció
Casa i paller distribuïts i tancats per un mur de tanca, la casa de forma rectangular té la coberta a doble vessant i apareix arrebossada en la seva façana principal que té un gran finestral a la part superior. El paller és de pedra amb un portal d'accés i una finestra, amb coberta plana.